# Гимриц
Гимриц (њем. Gimritz) општина је у њемачкој савезној држави Саксонија-Анхалт. Једно је од 29 општинских средишта округа Зале. Према процјени из 2010. у општини је живјело 342 становника. Посједује регионалну шифру (AGS) 15088120.

## Географски и демографски подаци
Гимриц се налази у савезној држави Саксонија-Анхалт у округу Зале. Општина се налази на надморској висини од 151 метра. Површина општине износи 7,7 km². У самом мјесту је, према процјени из 2010. године, живјело 342 становника. Просјечна густина становништва износи 45 становника/km².

## Међународна сарадња
| Мјесто | Држава   | Врста сарадње | Од    |
| ------ | -------- | ------------- | ----- |
| Гминд  | Аустрија | контакт       | 2000. |
| Извор  |          |               |       |